# Remy Ong
Remy Ong (kinesiska: 王雷明; pinyin: Wáng Léi Míng; Pe̍h-ōe-jī: Ông Luî-bîng; född 22 november 1978, är en singaporiansk bowlare och före detta världsmästare. 